# Stenopus
Stenopus es un género de crustáceos decápodos nadadores que contiene once especies,incluyendo Stenopus hispidus, una mascota común de acuario.

## especies
Stenopus contiene las siguientes especies:
- Stenopus chrysexanthus Goy, 1992
- Stenopus cyanoscelis Goy, 1984
- Stenopus devaneyi Goy & Randall in Goy, 1984
- Stenopus earlei Goy & Randall in Goy, 1984
- Stenopus goyi Saito, Okuno & Chan, 2009
- Stenopus hispidus (Olivier, 1811)
- Stenopus pyrsonotus Goy & Devaney, 1980
- Stenopus sayaensis Chen & Chan, 2023
- Stenopus scutellatus Rankin, 1898
- Stenopus spinosus Risso, 1826
- Stenopus tenuirostris De Man, 1888
- Stenopus zanzibaricus Bruce, 1976